# برايان مورغان
برايان مورغان هو محامي كندي، ولد في 1950، وتوفي في 2007.